# Joost Leonhard
Joost Leonhard (Amsterdam, 1954) is een Nederlands voormalig topkorfballer. Hij speelde in clubverband voor het Amsterdamse AKC Blauw-Wit en ook was hij speler van het Nederlands korfbalteam.

## Spelerscarrière
Joost Leonhard debuteerde in het eerste team van Blauw-Wit in seizoen 1972-1973. Onder coach Jan Balkhoven kreeg hij als jonge speler veel minuten en kansen om zich als scherpschutter te ontplooien.
Blauw-Wit speelde in deze periode zowel in de zaal- als de veldcompetitie in de Hoofdklasse van Nederland.
In seizoen 1974-1975 zat Leonhard en Blauw-Wit heel dicht bij een finaleplaats in de zaalcompetitie. Blauw-Wit had na de reguliere competitie 20 punten behaald en stond op een gedeelde 1e plaats met concurrent Allen Weerbaar. Via een beslissingsduel werd beslist welke ploeg eerste zou worden en dus finalist zou worden. Deze wedstrijd werd gewonnen door Allen Weerbaar met 13-10
In seizoen 1977-1978 was het echter wel raak. Onder coach Louis Weermaan was Leonhard ondertussen aanvoerder van het team geworden en de ploeg draaide goed. In de zaalcompetitie verzamelde de ploeg 23 punten en plaatste zich zodoende als favoriet voor de zaalfinale. De zaalfinale was een  Amsterdams onderonsje, want de tegenstander was LUTO. In het Thialf stadion, dat was omgebouwd tot korfbalwalhalla won Blauw-Wit met 10-8. Het was de eerste Nederlandse titel van Leonhard.
In het seizoen erna, 1978-1979 had de ploeg een nieuwe coach; Jan Wals. En dit seizoen stond Blauw-Wit voor de 2e keer op rij in de zaalfinale. Wederom was een andere Amsterdamse ploeg de tegenstander, namelijk Allen Weerbaar. In de finale was Blauw-Wit met 12-11 te sterk, waardoor het 2 jaar achter elkaar zaalkampioen van Nederland was. Leonhard was met vier treffers topscoorder van de kant van Blauw-Wit.
In de seizoenen erna speelde Blauw-Wit veelal in de middenmoot van de competitie, tot seizoen 1985-1986. In de veldcompetitie van dat seizoen stond Blauw-Wit na de reguliere competitie op een gedeelde 9e plaats, samen met DOS'46. Om te beslissen welke ploeg negende zou worden en dus zou degraderen, moest er een beslissingswedstrijd worden gespeeld. Deze wedstrijd werd gespeeld op zondag 8 juni 1986 en werd gewonnen door DOS'46 met 14-6.
Zodoende degradeerde Blauw-Wit uit de Hoofdklasse.
Na 1 seizoen veldkorfbal in een klasse lager was Blauw-Wit alweer terug in de Hoofdklasse.
Seizoen 1988-1989 was het laatste seizoen van Leonhard op het hoogste niveau.

## Erelijst
- Nederlands kampioen zaalkorfbal, 2x (1978, 1979)

## Oranje
Leonhard speelde 17 officiële interlands met het Nederlands korfbalteam. Van deze 17 wedstrijden speelde hij er 11 op het veld en 6 in de zaal.